# Justo Daract (San Luis)
Justo Daract is een plaats in het Argentijnse bestuurlijke gebied Pedernera in de provincie  San Luis. De plaats telt 9.680 inwoners.